# Milan Indoor 2001 - Qualificazioni singolare
Le qualificazioni del singolare  del Milan Indoor 2001 sono state un torneo di tennis preliminare per accedere alla fase finale della manifestazione. I vincitori dell'ultimo turno sono entrati di diritto nel tabellone principale. In caso di ritiro di uno o più giocatori aventi diritto a questi sono subentrati i lucky loser, ossia i giocatori che hanno perso nell'ultimo turno ma che avevano una classifica più alta rispetto agli altri partecipanti che avevano comunque perso nel turno finale.
Le qualificazioni del torneo Milan Indoor 2001 prevedevano 32 partecipanti di cui 4 sono entrati nel tabellone principale.

## Teste di serie
1. Magnus Gustafsson (ultimo turno)
2. Michel Kratochvil (primo turno)
3. George Bastl (ultimo turno)
4. Tommy Robredo (ultimo turno)

1. Jeff Tarango (Qualificato)
2. Cyril Saulnier (Qualificato)
3. Xavier Malisse (Qualificato)
4. Nicolas Thomann (secondo turno)

## Qualificati
1. Cyril Saulnier
2. Ivo Heuberger

1. Jeff Tarango
2. Xavier Malisse

## Tabellone

### Legenda
| - Q = Qualificato - WC = Wild card - LL = Lucky loser | - ALT = Alternate - SE = Special Exempt - PR = Protected Ranking | - w/o = Walkover - r = Ritirato - d = Squalificato |

### Sezione 1
|  | Primo turno          | Primo turno          | Primo turno       | Primo turno | Primo turno |  |  | Secondo turno | Secondo turno     | Secondo turno  | Secondo turno  | Secondo turno |   |   | Ultimo turno | Ultimo turno      | Ultimo turno | Ultimo turno | Ultimo turno |  |
|  |                      |                      |                   |             |             |  |  |               |                   |                |                |               |   |   |              |                   |              |              |              |  |
|  | 1                    | Magnus Gustafsson    | Magnus Gustafsson | 6           | 7           |  |  |               |                   |                |                |               |   |   |              |                   |              |              |              |  |
|  |                      | Attila Sávolt        | Attila Sávolt     | 2           | 5           |  |  | 1             | Magnus Gustafsson | 5              | 6              | 6             |   |   |              |                   |              |              |              |  |
|  | Stefano Galvani      | Stefano Galvani      | Stefano Galvani   | 6           | 6           |  |  |               | Stefano Galvani   | 7              | 1              | 4             |   |   |              |                   |              |              |              |  |
|  | Björn Phau           | Björn Phau           | Björn Phau        | 4           | 1           |  |  |               |                   |                |                |               |   |   | 1            | Magnus Gustafsson | 7            | 2            | 64           |  |
|  | Renzo Furlan         | Renzo Furlan         | 6                 | 3           | 6           |  |  |               |                   | 6              | Cyril Saulnier | 62            | 6 | 7 |              |                   |              |              |              |  |
|  | Oscar Burrieza-Lopez | Oscar Burrieza-Lopez | 4                 | 6           | 1           |  |  |               | Renzo Furlan      | Renzo Furlan   | 2              | 3             |   |   |              |                   |              |              |              |  |
|  | 6                    | Cyril Saulnier       | Cyril Saulnier    | 6           | 7           |  |  | 6             | Cyril Saulnier    | Cyril Saulnier | 6              | 6             |   |   |              |                   |              |              |              |  |
|  |                      | Francesco Aldi       | Francesco Aldi    | 1           | 5           |  |  |               |                   |                |                |               |   |   |              |                   |              |              |              |  |

### Sezione 2
|  | Primo turno       | Primo turno       | Primo turno       | Primo turno | Primo turno |  |  | Secondo turno     | Secondo turno     | Secondo turno   | Secondo turno | Secondo turno |               |   | Ultimo turno      | Ultimo turno      | Ultimo turno      | Ultimo turno      | Ultimo turno |  |
|  |                   |                   |                   |             |             |  |  |                   |                   |                 |               |               |               |   |                   |                   |                   |                   |              |  |
|  |                   | Marzio Martelli   | Marzio Martelli   | 6           | 6           |  |  |                   |                   |                 |               |               |               |   |                   |                   |                   |                   |              |  |
|  | 2                 | Michel Kratochvil | Michel Kratochvil | 4           | 2           |  |  | Marzio Martelli   | Marzio Martelli   | 5               | 6             | 3             |               |   |                   |                   |                   |                   |              |  |
|  | Jean-René Lisnard | Jean-René Lisnard | Jean-René Lisnard | 6           | 6           |  |  | Jean-René Lisnard | Jean-René Lisnard | 7               | 1             | 6             |               |   |                   |                   |                   |                   |              |  |
|  | Lionel Roux       | Lionel Roux       | Lionel Roux       | 3           | 2           |  |  |                   |                   |                 |               |               |               |   | Jean-René Lisnard | Jean-René Lisnard | Jean-René Lisnard | Jean-René Lisnard | 1r           |  |
|  | Ivo Heuberger     | Ivo Heuberger     | Ivo Heuberger     | 6           | 6           |  |  |                   |                   | Ivo Heuberger   | Ivo Heuberger | Ivo Heuberger | Ivo Heuberger | 4 |                   |                   |                   |                   |              |  |
|  | Daniele Bracciali | Daniele Bracciali | Daniele Bracciali | 3           | 1           |  |  |                   | Ivo Heuberger     | Ivo Heuberger   | 6             | 6             |               |   |                   |                   |                   |                   |              |  |
|  | 8                 | Nicolas Thomann   | Nicolas Thomann   | 6           | 6           |  |  | 8                 | Nicolas Thomann   | Nicolas Thomann | 4             | 1             |               |   |                   |                   |                   |                   |              |  |
|  |                   | Federico Luzzi    | Federico Luzzi    | 4           | 4           |  |  |                   |                   |                 |               |               |               |   |                   |                   |                   |                   |              |  |

### Sezione 3
|  | Primo turno      | Primo turno         | Primo turno         | Primo turno      | Primo turno |  |  | Secondo turno | Secondo turno | Secondo turno | Secondo turno | Secondo turno |   |   | Ultimo turno | Ultimo turno | Ultimo turno | Ultimo turno | Ultimo turno |  |
|  |                  |                     |                     |                  |             |  |  |               |               |               |               |               |   |   |              |              |              |              |              |  |
|  | 3                | George Bastl        | George Bastl        | George Bastl     | W-O         |  |  |               |               |               |               |               |   |   |              |              |              |              |              |  |
|  |                  | Stefano Tarallo     | Stefano Tarallo     | Stefano Tarallo  |             |  |  | 3             | George Bastl  | George Bastl  | 6             | 6             |   |   |              |              |              |              |              |  |
|  | Uros Vico        | Uros Vico           | Uros Vico           | Uros Vico        | W-O         |  |  |               | Uros Vico     | Uros Vico     | 3             | 2             |   |   |              |              |              |              |              |  |
|  | Filippo Volandri | Filippo Volandri    | Filippo Volandri    | Filippo Volandri |             |  |  |               |               |               |               |               |   |   | 3            | George Bastl | 6            | 3            | 4            |  |
|  | Mosè Navarra     | Mosè Navarra        | 4                   | 7                | 7           |  |  |               |               | 5             | Jeff Tarango  | 2             | 6 | 6 |              |              |              |              |              |  |
|  | Johan Van Herck  | Johan Van Herck     | 6                   | 5                | 63          |  |  |               | Mosè Navarra  | Mosè Navarra  | 64            | 3             |   |   |              |              |              |              |              |  |
|  | 5                | Jeff Tarango        | Jeff Tarango        | 7                | 6           |  |  | 5             | Jeff Tarango  | Jeff Tarango  | 7             | 6             |   |   |              |              |              |              |              |  |
|  |                  | Stefano Pescosolido | Stefano Pescosolido | 5                | 4           |  |  |               |               |               |               |               |   |   |              |              |              |              |              |  |

### Sezione 4
|  | Primo turno     | Primo turno     | Primo turno     | Primo turno | Primo turno |  |  | Secondo turno | Secondo turno   | Secondo turno   | Secondo turno  | Secondo turno  |   |   | Ultimo turno | Ultimo turno  | Ultimo turno  | Ultimo turno | Ultimo turno |  |
|  |                 |                 |                 |             |             |  |  |               |                 |                 |                |                |   |   |              |               |               |              |              |  |
|  | 4               | Tommy Robredo   | 7               | 1           | 6           |  |  |               |                 |                 |                |                |   |   |              |               |               |              |              |  |
|  |                 | Filip Dewulf    | 5               | 6           | 2           |  |  | 4             | Tommy Robredo   | Tommy Robredo   | 7              | 6              |   |   |              |               |               |              |              |  |
|  | Andrej Čerkasov | Andrej Čerkasov | Andrej Čerkasov | 7           | 5           |  |  |               | Andrej Čerkasov | Andrej Čerkasov | 65             | 4              |   |   |              |               |               |              |              |  |
|  | Răzvan Sabău    | Răzvan Sabău    | Răzvan Sabău    | 5           | 2r          |  |  |               |                 |                 |                |                |   |   | 4            | Tommy Robredo | Tommy Robredo | 3            | 3            |  |
|  | Noam Okun       | Noam Okun       | 7               | 3           | 6           |  |  |               |                 | 7               | Xavier Malisse | Xavier Malisse | 6 | 6 |              |               |               |              |              |  |
|  | Michael Hill    | Michael Hill    | 5               | 6           | 4           |  |  |               | Noam Okun       | Noam Okun       | 3              | 2              |   |   |              |               |               |              |              |  |
|  | 7               | Xavier Malisse  | Xavier Malisse  | 7           | 6           |  |  | 7             | Xavier Malisse  | Xavier Malisse  | 6              | 6              |   |   |              |               |               |              |              |  |
|  |                 | Igor' Kunicyn   | Igor' Kunicyn   | 5           | 2           |  |  |               |                 |                 |                |                |   |   |              |               |               |              |              |  |